# 瓦罗什勒德
瓦罗什勒德，是匈牙利维斯普雷姆州所辖的一个村，总面积22.27平方公里，总人口1405，人口密度63.1人/平方公里（2010年1月1日）。